# Verwaltungsgemeinschaft Feldstein
De Verwaltungsgemeinschaft Feldstein in het Thüringische Landkreis Hildburghausen is een gemeentelijk samenwerkingsverband waarbij zich op 25 november 1993 zestien gemeenten aansloten. Het bestuurscentrum bevindt zich sinds de oprichting in de stad Themar, die zelf tot 1 januari 2019 geen deel uitmaakte van de Verwaltungsgemeinschaft.

## Deelnemende gemeenten
De volgende gemeenten maken deel uit van de Verwaltungsgemeinschaft:
- Ahlstädt
- Beinerstadt
- Bischofrod
- Dingsleben
- Ehrenberg
- Eichenberg
- Grimmelshausen
- Grub
- Henfstädt
- Kloster Veßra
- Lengfeld
- Marisfeld
- Oberstadt
- Reurieth
- St. Bernhard
- Schmeheim
- Themar

## Inwonertal
| - 1994 – 6145 - 1995 – 6068 - 1996 – 6055 - 1997 – 6034 - 1998 – 5977 - 1999 – 5889 | - 2000 – 5821 - 2001 – 5712 - 2002 – 5679 - 2003 – 5581 - 2004 – 5552 - 2005 – 5464 | - 2006 – 5421 - 2007 – 5380 - 2008 – 5303 - 2009 – 5205 - 2010 – 5135 - 2011 – 5079 | - 2012 – 5006 - 2013 – 4942 - 2014 – 4990 - 2015 – 4881 |

 Gegevens van het Thüringer Landesamt für Statistik; het betreft steeds de stand op 31 december
Steden: Bad Colberg-Heldburg · Eisfeld · Hildburghausen · Römhild · Schleusingen · Themar · Ummerstadt

Verwaltungsgemeinschaften: Feldstein · Heldburger Unterland

Overige gemeenten: Ahlstädt · Auengrund · Beinerstadt · Bischofrod · Brünn/Thür. · Dingsleben · Ehrenberg · Eichenberg · Gompertshausen · Grimmelshausen · Grub · Hellingen · Henfstädt · Kloster Veßra · Lengfeld · Marisfeld · Masserberg · Oberstadt · Reurieth · Schlechtsart · Schleusegrund · Schmeheim · Schweickershausen · St. Bernhard · Straufhain · Veilsdorf · Westhausen